# Ginástica artística na Universíada de Verão de 2007 - Masculino
Os resultados masculinos da ginástica artística na Universíada de Verão de 2007 contaram com todas as provas.

## Resultados

### Individual geral
Finais
| Pos.              | Ginasta | País             | Pontos |
| ----------------- | ------- | ---------------- | ------ |
| Medalha de ouro   | Japão   | Hisashi Mizutori |        |
| Medalha de prata  | China   | Guo Weiyang      |        |
| Medalha de bronze | Japão   | Koki Sakamoto    |        |
| 4                 |         |                  |        |
| 5                 |         |                  |        |
| 6                 |         |                  |        |
| 7                 |         |                  |        |
| 8                 |         |                  |        |
| 9                 |         |                  |        |
| 10                |         |                  |        |
| 11                |         |                  |        |
| 12                |         |                  |        |
| 13                |         |                  |        |
| 14                |         |                  |        |
| 15                |         |                  |        |
| 16                |         |                  |        |
| 17                |         |                  |        |
| 18                |         |                  |        |
| 19                |         |                  |        |
| 20                |         |                  |        |
| 21                |         |                  |        |
| 22                |         |                  |        |
| 23                |         |                  |        |
| 24                |         |                  |        |

| Pos.              | País   | Ginasta          | Pts. |
| ----------------- | ------ | ---------------- | ---- |
| Medalha de ouro   | Japão  | Kohei Uchmura    |      |
| Medalha de prata  | Japão  | Hisashi Mizutori |      |
| Medalha de bronze | Rússia | Dmitriy Barkalov |      |
| 4                 |        |                  |      |
| 5                 |        |                  |      |
| 6                 |        |                  |      |
| 7                 |        |                  |      |
| 8                 |        |                  |      |

| Pos.              | País      | Ginasta         | Pts. |
| ----------------- | --------- | --------------- | ---- |
| Medalha de ouro   | Eslovênia | Saso Bertoncelj |      |
| Medalha de prata  | Hungria   | Vid Hidvegi     |      |
| Medalha de bronze | E. Unidos | Derek Helsby    |      |
| 4                 |           |                 |      |
| 5                 |           |                 |      |
| 6                 |           |                 |      |
| 7                 |           |                 |      |
| 8                 |           |                 |      |

| Pos.             | País          | Ginasta             | Pts. |
| ---------------- | ------------- | ------------------- | ---- |
| Medalha de ouro  | Ucrânia       | Oleksaneyr Vorobyov |      |
| Medalha de prata | Hungria       | Marcell Hetrovics   |      |
| Medalha de prata | Coreia do Sul | Go Jun-Woong        |      |
| 4                |               |                     |      |
| 5                |               |                     |      |
| 6                |               |                     |      |
| 7                |               |                     |      |
| 8                |               |                     |      |

| Pos.              | País     | Ginasta        | Pts. |
| ----------------- | -------- | -------------- | ---- |
| Medalha de ouro   | Ucrânia  | Andriy Isayev  |      |
| Medalha de prata  | Portugal | Luis Araujo    |      |
| Medalha de bronze | Japão    | Kohei Uchimura |      |
| 4                 |          |                |      |
| 5                 |          |                |      |
| 6                 |          |                |      |
| 7                 |          |                |      |
| 8                 |          |                |      |

| Pos.              | País    | Ginasta        | Pts. |
| ----------------- | ------- | -------------- | ---- |
| Medalha de ouro   | China   | Guo Weiyang    |      |
| Medalha de ouro   | Japão   | Kazuya Ueda    |      |
| Medalha de bronze | Roménia | Cosmin Popescu |      |
| 4                 |         |                |      |
| 5                 |         |                |      |
| 6                 |         |                |      |
| 7                 |         |                |      |
| 8                 |         |                |      |

| Pos.              | País   | Ginasta          | Pts. |
| ----------------- | ------ | ---------------- | ---- |
| Medalha de ouro   | Japão  | Hisashi Mizutori |      |
| Medalha de prata  | China  | Guo Weiyang      |      |
| Medalha de bronze | Rússia | Timur Kuzmin     |      |
| 4                 |        |                  |      |
| 5                 |        |                  |      |
| 5                 |        |                  |      |
| 7                 |        |                  |      |
| 8                 |        |                  |      |

### Equipes
Finais
| Posição           | País    | Total |
| ----------------- | ------- | ----- |
| Medalha de ouro   | Japão   |       |
| Medalha de prata  | China   |       |
| Medalha de bronze | Ucrânia |       |
| 4                 |         |       |
| 5                 |         |       |
| 6                 |         |       |
| 7                 |         |       |
| 8                 |         |       |